# Pseudobalbillus eris
Pseudobalbillus eris är en insektsart som beskrevs av Rauno E. Linnavuori 1979. Pseudobalbillus eris ingår i släktet Pseudobalbillus och familjen dvärgstritar. Inga underarter finns listade i Catalogue of Life.